# 기독교 예배

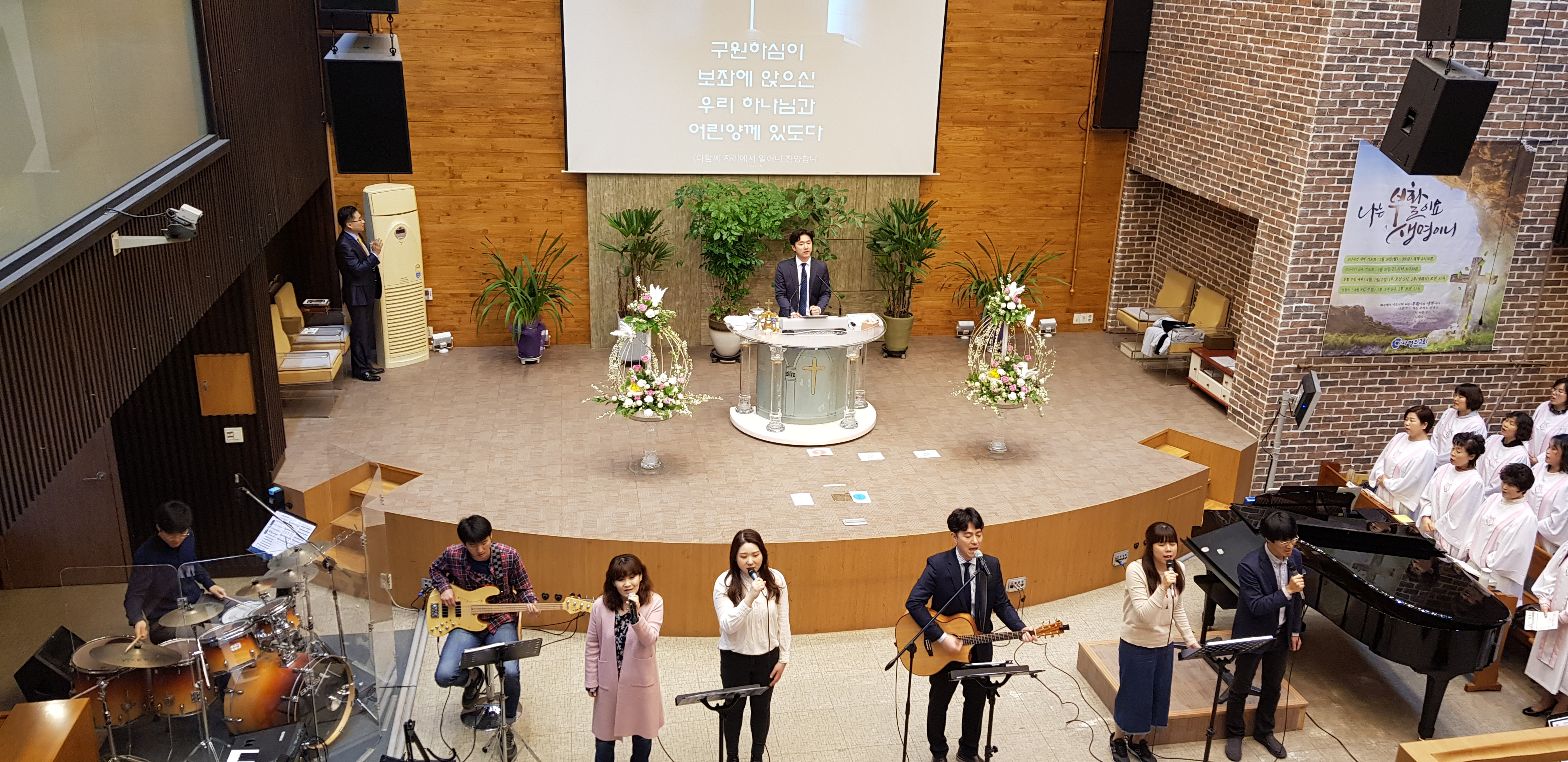
교회에서 찬양하는 모습 수원 사명의 교회

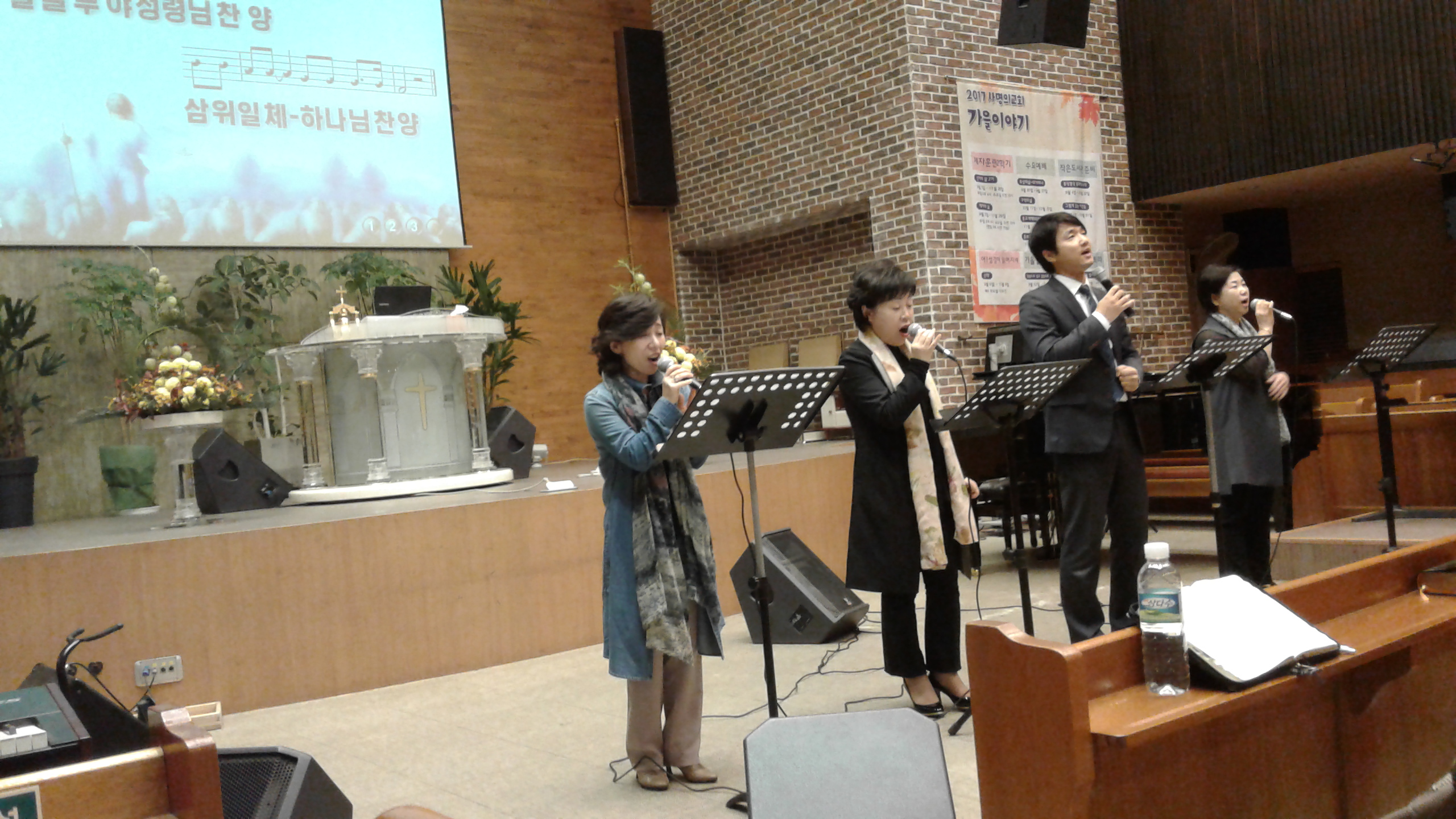
2017년 11, 1 사명의 교회 찬양

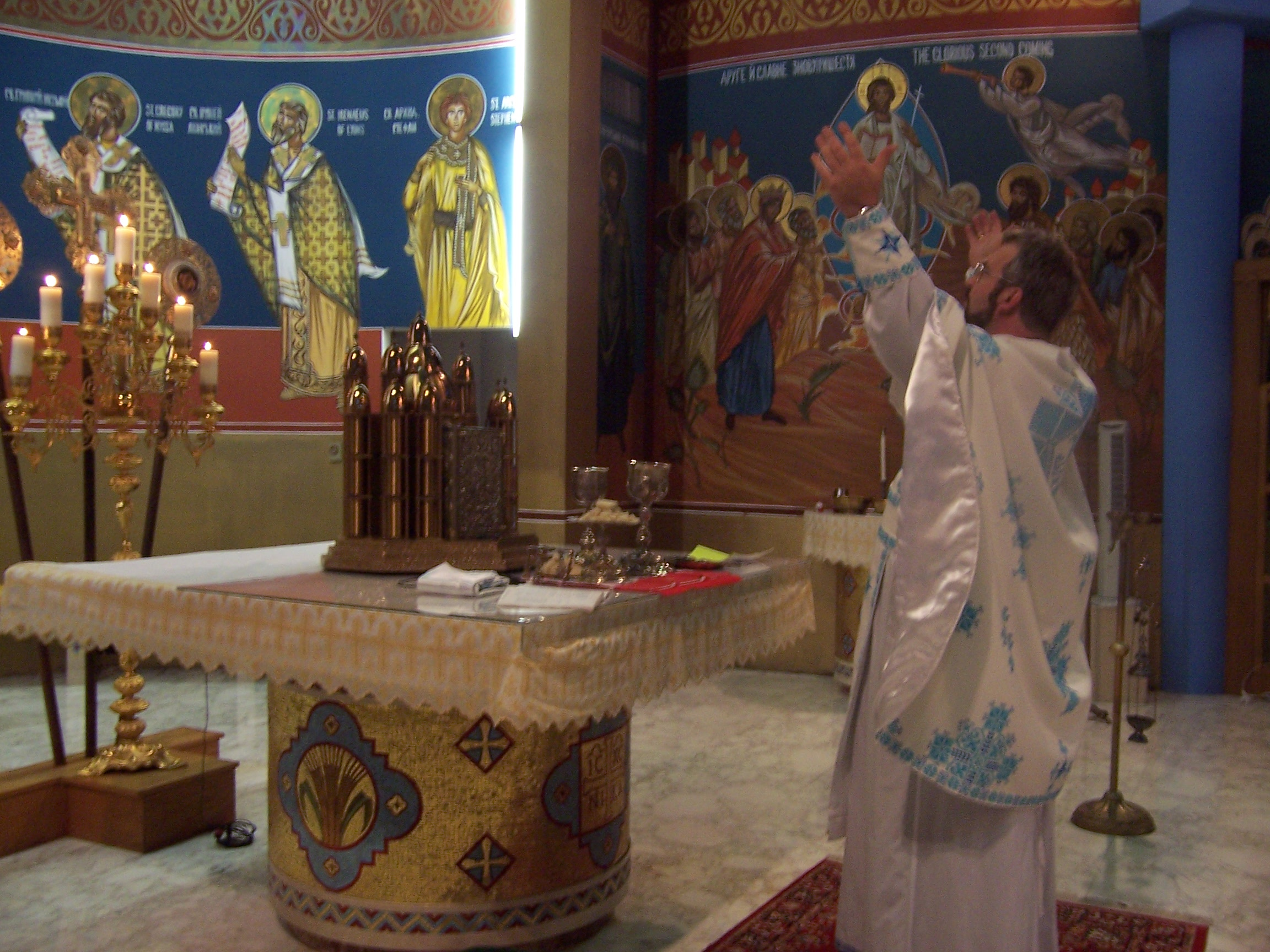
비잔틴 카톨릭 예배

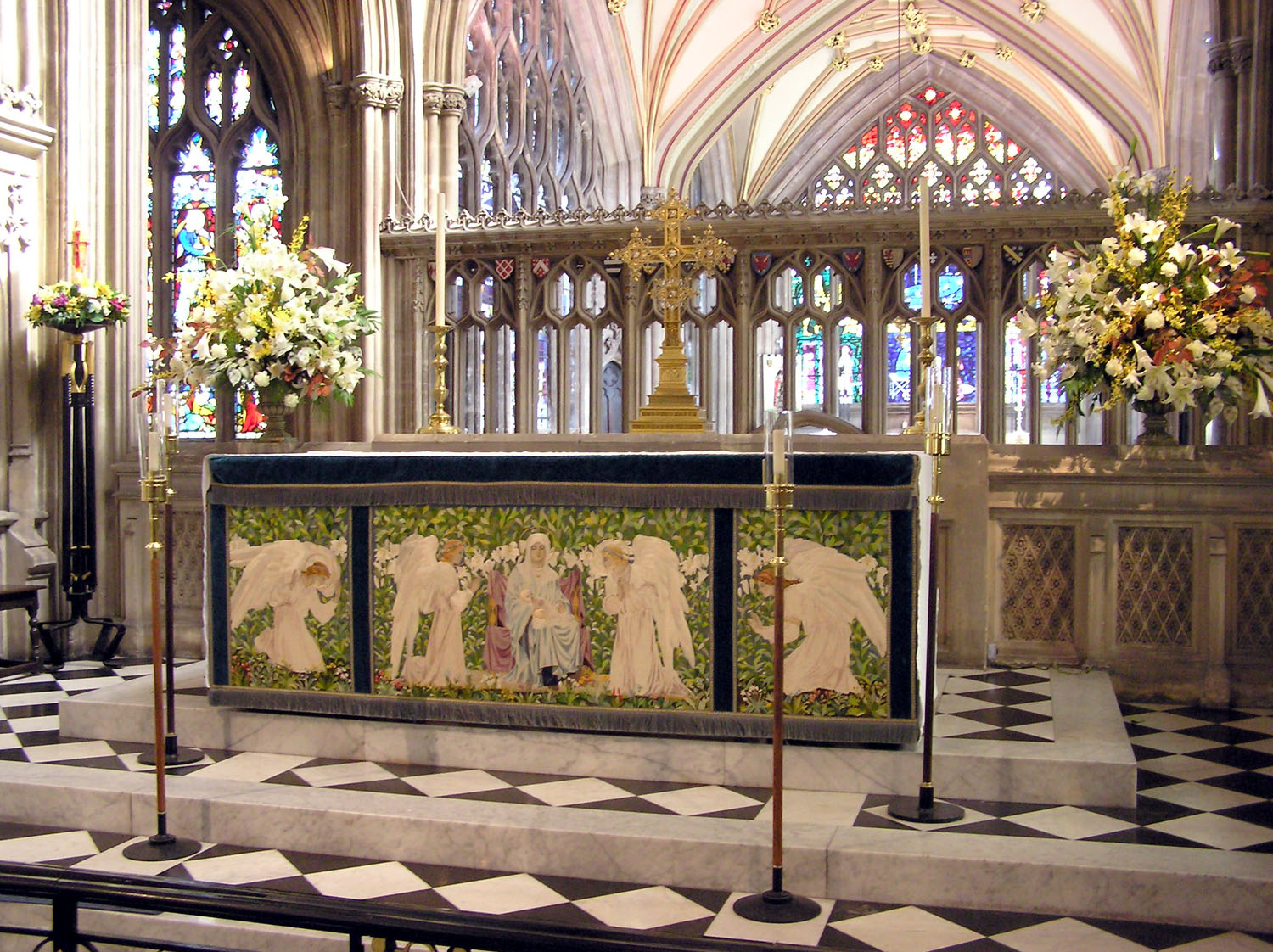
예비시 성찬을 위한 단상

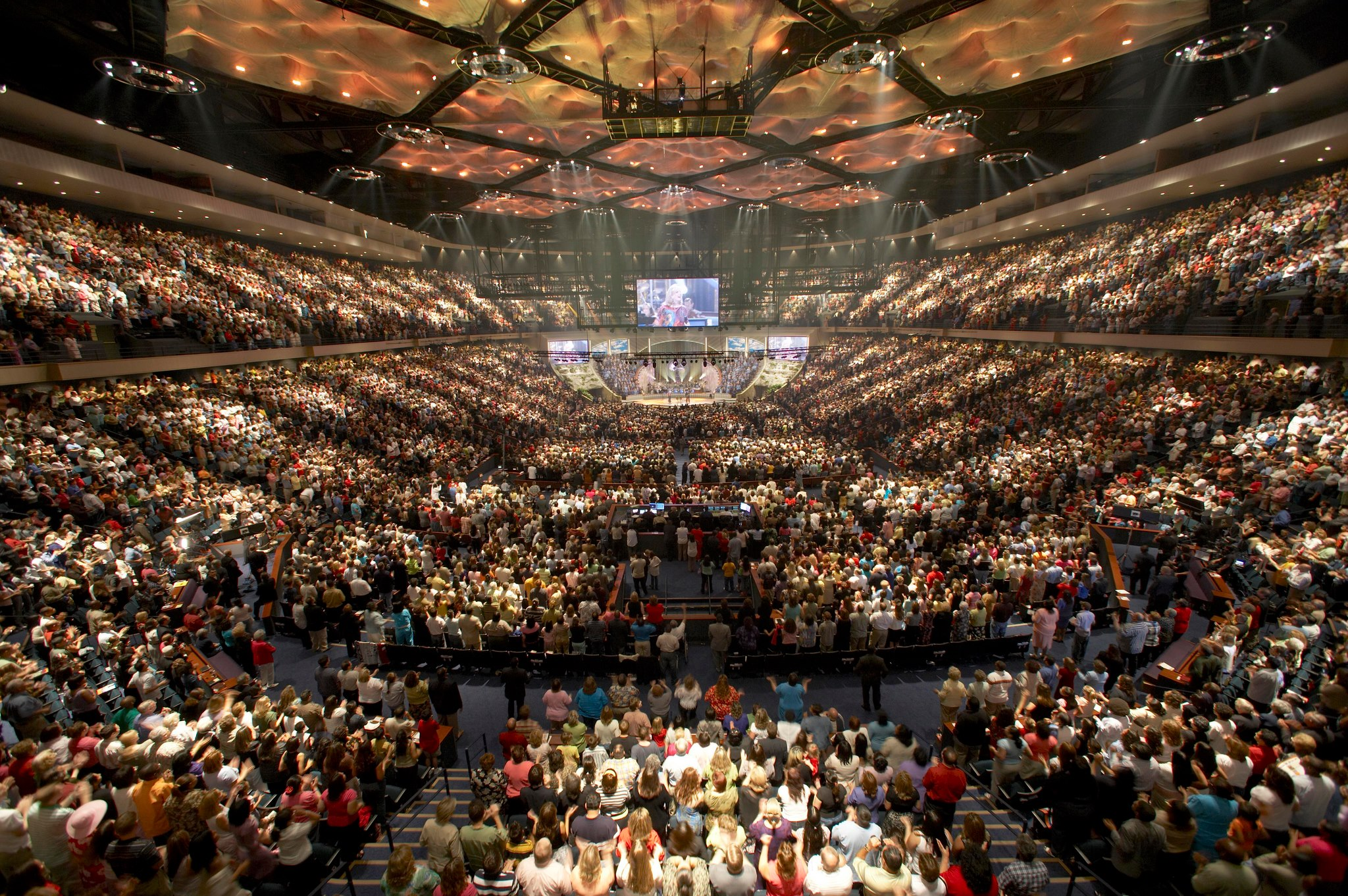
복음주의 교회 예배, 레이크우드 교회

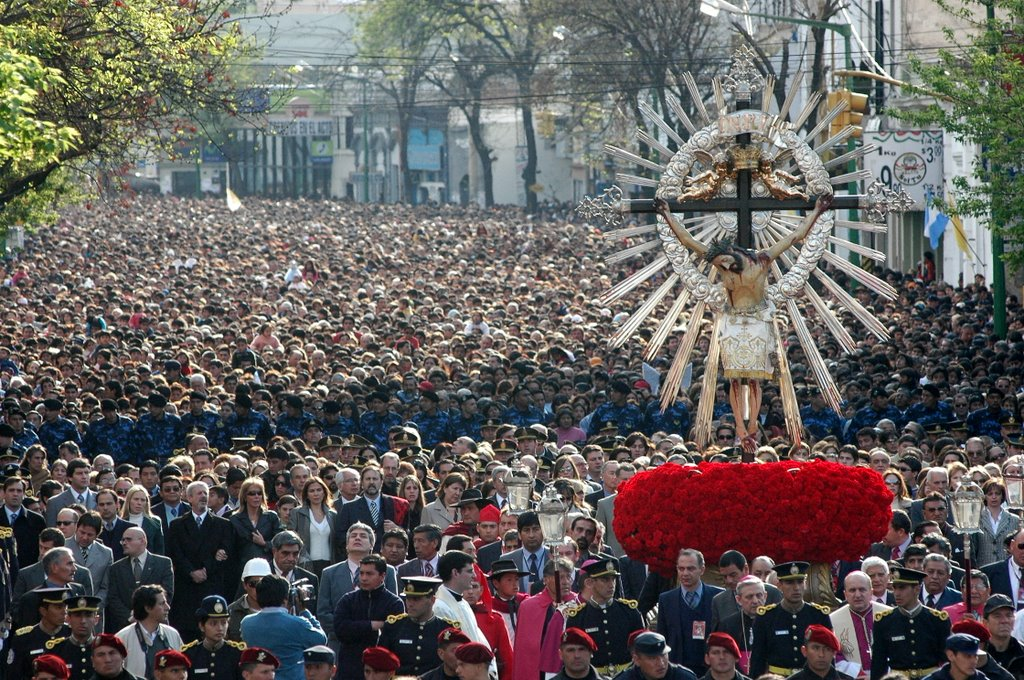
아르헨티나 살타에서 행렬

기독교 예배(Christian worship)는 하나님께 경외와 존경을 표하는 것이다. 신약성경에서는 예배에 대한 다양한 용어들이 사용되었다. 프로스쿠네오(proskuneo)는 하나님과 왕에게 "경배하는 것"(to worship)을 의미한다.
대부분의 기독교 역사를 통하여 기독교 예배는 전례적으로 성경과 관련된 본문 특히 시편과 관련된 본문 속에 있는 기도와 찬송 으로 특징화되어 있다. 이 양식의 형태는 오늘날도 여전히 로마 가톨릭교회, 동방 정교회, 성공회 교회뿐만 아니라 일부는 개신교인 루터교와 감리교에서 실행되고 있다. 복음주의 안에서 예배는 하나님을 찬양하는 행위이다.
예수님께서 예배와 관련하여 다음과 같이 말씀하셨다. (요 4:23)	"아버지께 참되게 예배하는 자들은 영과 진리로 예배할 때가 오나니 곧 이 때라 아버지께서는 자기에게 이렇게 예배하는 자들을 찾으시느니라"
(요 4:24)	"하나님은 영이시니 예배하는 자가 영과 진리로 예배할지니라."

## 초대 교회의 교부들
유스티노 순교자 이레네오, 로마의 히폴리투스를 포함한 초대 교부들은 예배의 중심을 성찬에 두었다. 카톨릭 교회에서는 미사를 예배에서 중요시 하게 되었다.

## 종교개혁 전례
루터는 음악 애호가였으며 자신이 직접 찬송가를 작곡하였고 오늘날까지 불리고 있다.
존 칼빈 비록 구약시대에는 레위인들이 악기를 가지고 에배를 하였지만, 교회에서는 더 이상 적절치 않다고 보았다. 존 녹스는 오직 시편 찬송만 장로교 예배에서 사용하였다. 더 나아가 제네바와 스코틀랜드 개혁교회의 전통은 인간이 만든 찬송은 부를 수 없었다. 하나님의 영감된 성경의 시편보다 못하다고 보았다. 칼뱅주의자의 예배의 규정적 원리는 루터란 교회와 다른 개신교회와 구별을 하였다.

## 오늘날

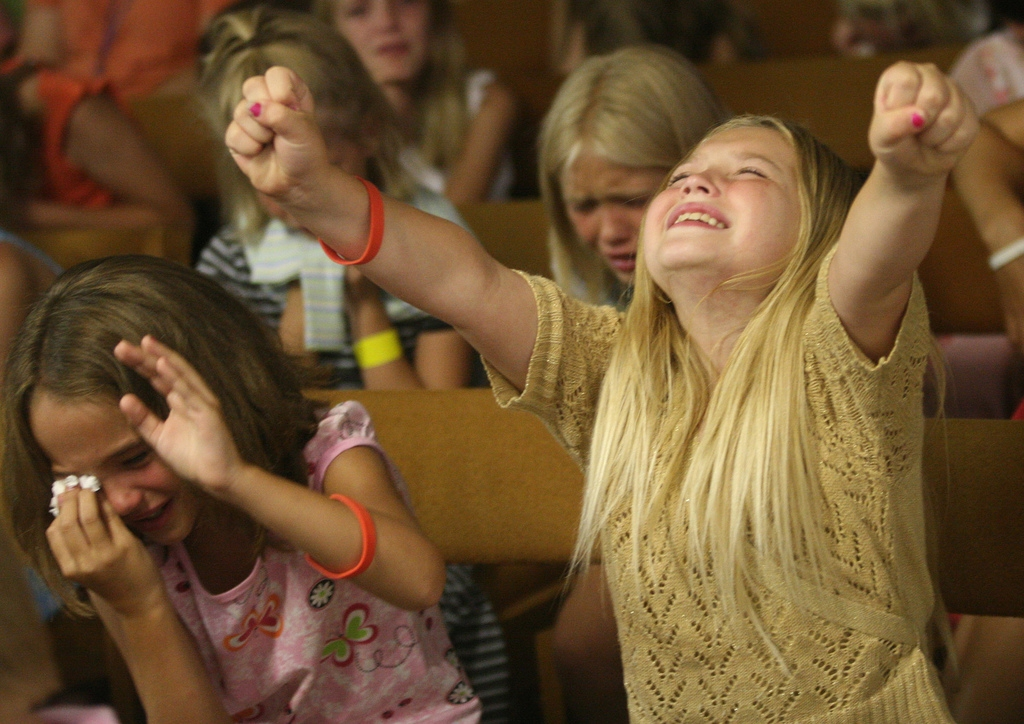
어린이들 찬양 예배

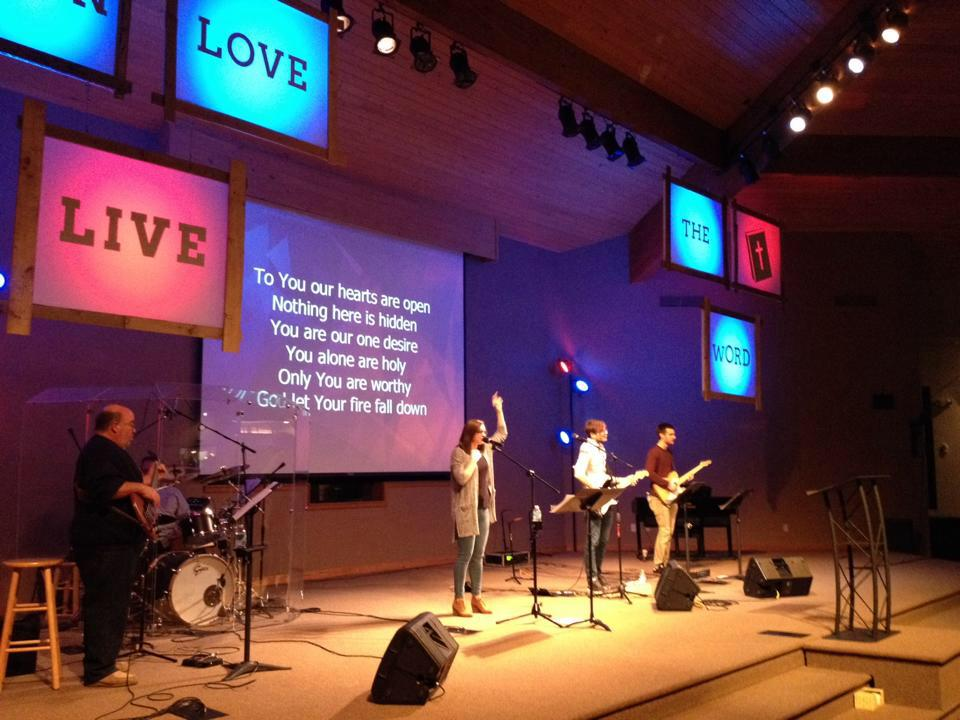
현대적 예배 찬양

공 예배는 묵상, 기도, 그리고 탐구에 의해 보충되지만 찬송은 기독교 에배의 중요한 요소이다.

## 같이 보기
- 찬양
- 현대 기독교 음악

## 참고 문헌
- Lang, Bernhard (1997), Sacred Games: A History of Christian Worship, New Haven: Yale University Press, ISBN 0-300-06932-4
- Stevens, James H. S. (2002), Worship In The Spirit - Charismatic Worship In The Church of England, Paternoster, ISBN 1-84227-103-2.
- Ward, Pete (2005), Selling Worship - How What We Sing Has Changed The Church, Paternoster, ISBN 1-84227-270-5
- Warner, Rob (2007), Reinventing English Evangelicalism 1966-2001 - A Theological And Sociological Study, Paternoster, ISBN 978-1-84227-570-2. Chapter 2 includes a study of changing worship styles.
- Lupia, John N., (1995) "Censer," The New Grove's Dictionary of Art (Macmillan Publishers, London)